# 모리시타 유리
모리시타 유리(일본어: 森下 悠里 もりした ゆうり[*])는 일본의 여배우, 가수이다. 1985년 1월 30일 출생. 도쿄도 하치오지시 출신.